# Acarteroptera licina
Acarteroptera licina är en tvåvingeart som beskrevs av Collin 1933. Acarteroptera licina ingår i släktet Acarteroptera och familjen dvärgdansflugor. Inga underarter finns listade i Catalogue of Life.